# Raïon de Kalmiouske
Le raïon de Kalmiouske (en ukrainien : Кальміуський район et en russe : Кальмиусский район) est un raïon (district) dans l'oblast de Donetsk en Ukraine.
Il est officiellement créé en juillet 2020 dans le cadre de la réforme territoriale administrative de l'Ukraine. En réalité, le raïon est contrôlé par la république populaire de Donetsk qui continue à utiliser les anciennes frontières administratives de l'Ukraine d'avant la réforme.